# ジャッキー広江
ジャッキー広江（ジャッキーひろえ、1977年9月21日 - ）は、日本の男子レフェリー。KAIENTAI DOJOに所属していた。東京都西東京市出身。身長158cm、体重58kg。本名は非公開。

## 経歴
KAIENTAI DOJOの旗揚げメンバーでありKAIENTAI DOJO初期を支えたレフェリーである。2002年から姿を見かけなくなった。
旗揚げ戦では千葉ポートタワーズ所属のYOSHIYA&マイク・リーJr.組対ダブルX（X's）等の試合を裁いた。

## テレビ出演
- THIS IS KAIENTAI DOJO（GAORA）